# Olxàniki
Olxàniki (en rus: Ольшаники) és un poble (possiólok) de l'óblast de Leningrad, a Rússia, que el 2017 tenia 329 habitants, pertany al districte de Víborgski. Fins al 1948 la vila es deia Akhiarvi.